# ジャン・クロン・ド・デブノ
ジャン・クロン・ド・デブノ(フランス語:Jean Coulon de Thévenot、1754年9月19日、パリ - 1813年12月30日、中央ボヘミアのシャバタ）は、フランスの速記法の著者。

## 経歴
1754年9月19日にパリで生まれた。学業中、彼はAbbé Claude Fleury、Pierre Carpentier、Jean GruterのTironianノートに関する研究に精通していた。そして、ダランベールの助言を得て、1776年にパリの科学アカデミーに提出したシステムを作ることを思いついたのである。彼の独創的なアイデアは、多くの著者の基礎となっている。例えば、マルティはこの方法を念頭に置いて作品を作り始めた。
1787年、王立科学アカデミーの回顧録の中で、この作品について次のようにコメントしている。
1802年（仏暦10年）にパリで発表された彼の最初の作品は、「言語、文法、幾何学の原理に基づくタキグラフ」と題されている。Annotated "Presented to Napoleon Bonaparte, First Consul of French Republic"（フランス共和国の第一執政、ナポレオン・ボナパルトに贈呈）。
ジャン・クーロン・ド・テブノは、発明・発見協会のメンバーであった。
それからの彼の人生は、宣伝活動、公開レッスン、そしてコピーの販売で展開された。
テブノは、子音に20個、一重・二重の母音と語尾の鼻音に12個の符号を使って構成されたアルファベットを2度にわたって修正した。書き出し線は3つの平行線に分けて考え、音節を分けて書く。
1787年には "Tableaux tachygraphiques "が出版されている。
クーロン・ドゥ・テヴノは、ルイ16世やラ・ファイエット、ジャコバン派のために速記に関するいくつかの仕事を行ったが、彼の論文はフランス革命後の騒然とした集会で繰り返された。テロの最中、ベルタンの弟子に糾弾され、逃亡を余儀なくされた。
1797年には、討議内容を出版するために、「パリ高等法院立法者団」の創設を提案した。
1913年12月30日、中央ボヘミアのショバタの宿屋で「神経性の熱」のために59歳で死亡した。ポデブラドの近くにあるUmysloviceの墓地に埋葬された。

## クーロン・ドゥ・テヴェノ方式
クーロン・ドゥ・テヴェノにはいくつかの方法があった。まず、7000語のアルファベットを使い、それぞれの単語に短縮文字を持たせた。そこで彼は、それぞれの記号が音節を表す音節制を考案した。1782年、彼はシステムの基礎を変え、アルファベットにした。フランス科学アカデミーからは満足のいくものと判断され、著者は略語を追加しただけだった。